# Acrolophus flavicomus
Acrolophus flavicomus är en fjärilsart som beskrevs av August Busck 1912. Acrolophus flavicomus ingår i släktet Acrolophus och familjen Acrolophidae. Inga underarter finns listade i Catalogue of Life.